# Scientia fructuosa
Науковий журнал "SCIENTIA FRUCTUOSA" (до лютого 2022 року виходив під назвою "ВІСНИК Київського національного торговельно-економічного університету")  —  фахове видання з економічних наук Державного торговельно-економічного університету, заснований у 1998  р.   
Науковий журнал "Scientia fructuosa" внесено до Реєстру суб’єктів у сфері друкованих медіа за рішенням Національної ради України з питань телебачення і радіомовлення № 798 від 31.08.2023 та присвоєно ідентифікатор R30-01229   
Свідоцтво про державну реєстрацію: КВ № 25166-15106ПР від 27.06.2022
Свідоцтво про внесення суб’єкта видавничої справи: ДК №7656 від 05.09.2022
Реєстрація у Міністерстві освіти та науки України:
Наказ № 1643 (Додаток 4)  від 28.12.2019 – з економічних наук (журналу присвоєно категорію “Б”)
Наказ № 1222 від 07.10.2016 до 2021 – з філософських наук
Наказ № 1528 від 29.12.2014 до 29.12.2019 – з економічних наук
Постанова № 1-05/4 від 22.04.2011 до 22.04.2016 – з філософських наук
Постанова № 1-02/3 від 10.02.2010 до 10.02.2015 – з економічних наук
Постанова № 1-05/1 від 14.10.2009 до 14.10.2014 – з економічних наук
Постанова № 3-05/9 от 14.11.2001 до 2009 – з політичних наук
Постанова № 1-02/3 від 10.02.1999 – з економічних наук
Спеціальність ДАК МОН:
051 Економіка; 071 Облік і оподаткування; 072 Фінанси, банківська справа та страхування;
073 Менеджмент; 075 Маркетинг; 076 Підприємництво, торгівля та біржова діяльність;
292 Міжнародні економічні відносини; 
Журнал виходить 6 разів на рік   . 
ISSN 2786-7978; eISSN 2786-7986
DOI:  10.31617/visnik.knute  
Проблематика:
у журналі публікуються результати досліджень з:  проблем макроекономічної теорії та реформування економіки України; підвищення ефективності підприємницької діяльності в різних галузях; менеджменту й маркетингу в торгівлі, готельному господарстві й туризмі; обліку, фінансового аналізу та контролю; розвитку фондового, страхового та банківського ринків; формування асортименту товарів і підвищення їх якості; розвитку зовнішньоекономічної діяльності. 
Цілі або тематична спрямованість:

пропаганда економічних знань, публікація результатів науково-дослідницької діяльності, обмін досвідом науково-методичної, педагогічної роботи, надання методичних та практичних порад фахівцям сфери підприємницької діяльності.  

## Члени редакційної колегії
Головний редактор:
МАЗАРАКІ Анатолій Антонович, д. е. н., професор, ректор, Державний торговельно-економічний університет (Україна).
Заступник головного редактора:
ПРИТУЛЬСЬКА Наталія Володимирівна, д. т. н., професор, перший проректор з науково-педагогічної роботи, Державний торговельно-економічний університет (Україна).
Відповідальний секретар:
ГЕРАСИМЕНКО Анжеліка Григорівна, д. е. н., професор, проректор з науково-педагогічної роботи та міжнародних зв’язків, Державний торговельно-економічний університет (Україна).
Члени редакційної колегії:
БАЙ Сергій Іванович, д. е. н., професор, завідувач кафедри менеджменту, Державний торговельно-економічний університет (Україна)
БЛАКИТА Ганна Владиславівна, д. е. н., професор, завідувач кафедри економіки та фінансів підприємства, Державний торговельно-економічний університет (Україна)
БОЙКО Маргарита Григорівна, д. е. н., професор, завідувач кафедри  готельно-ресторанного бізнесу, Державний торговельно-економічний університет (Україна)
БОНДАРЕНКО Олена Сергіївна, д. е. н., професор, завідувач кафедри маркетингу, Державний торговельно-економічний університет (Україна)
БОСОВСЬКА Мирослава Веліксівна, д. е. н., професор, професор кафедри готельно-ресторанного бізнесу, Державний торговельно-економічний університет (Україна)
БУСАРЄВА Тетяна Геннадіївна, к. е. н., доцент кафедри світової економіки, Державний торговельно-економічний університет (Україна)
ВЕДМІДЬ Надія Іванівна, д. е. н., професор, декан факультету ресторанно-готельного та туристичного бізнесу, Державний торговельно-економічний університет (Україна)
ВОЛОСОВИЧ Світлана Василівна, д. е. н., професор, професор кафедри фінансів, Державний торговельно-економічний університет (Україна)
ГАЙДУКЕВИЧ Агнешка, д. е. н., професор кафедри міжнародної торгівлі, Краківський економічний університет (Польща)
ГАРАФОНОВА Ольга Іванівна, д. е. н., професор, професор кафедри менеджменту, Київський національний економічний університет імені Вадима Гетьмана (Україна)
ГОРДОПОЛОВ Володимир Юрійович, д. е. н., професор, професор кафедри фінансового аналізу та аудиту, Державний торговельно-економічний університет (Україна)
ДУГІНЕЦЬ Ганна Володимирівна, д. е. н., професор, завідувач кафедри світової економіки, Державний торговельно-економічний університет (Україна)
ЗАГІРНЯК Денис Михайлович, д. е. н., професор, професор кафедри обліку і фінансів, керівник Центру моніторингу якості освіти та академічної доброчесності, Кременчуцький національний університет імені Михайла Остроградського (Україна)
ІЛЬЧЕНКО Наталія Борисівна, д. е. н., доцент, завідувач кафедри торговельного підприємництва та логістики, Державний торговельно-економічний університет (Україна)
КАВУН-МОШКОВСЬКА Ольга Олександрівна, к. е. н., доцент, доцент кафедри торговельного підприємництва та логістики, Державний торговельно-економічний університет (Україна)
КАЛЮЖНА Наталія Геннадіївна, д. е. н., професор, професор кафедри світової економіки, Державний торговельно-економічний університет (Україна)
КЛЮЧНИК Альона Володимирівна, д. е. н., професор, завідувач кафедри публічного управління та адміністрування і міжнародної економіки, Миколаївський національний аграрний університет (Україна)
КОРОЛЬ Світлана Яківна, д. е. н., професор, професор кафедри обліку та оподаткування, Державний торговельно-економічний університет (Україна)
ЛОМАЧИНСЬКА Ірина Анатоліївна, д. е. н., доцент, завідувач кафедри економіки та підприємництва, Одеський національний університет імені І. І. Мечникова (Україна)
МАКОГОН Валентина Дмитрівна, д. е. н., професор, професор кафедри фінансів, Державний торговельно-економічний університет (Україна)
МАРЧЕНКО Валентина Миколаївна, д. е. н., професор, професор кафедри економіки та підприємництва, Національний технічний університет України "Київський політехнічний інститут" (Україна)
МЕЛЬНИК Тетяна Миколаївна, д. е. н., професор, завідувач кафедри міжнародного менеджменту, Державний торговельно-економічний університет (Україна)
МОРОЗОВА Людмила Сергіївна, д. е. н., професор, професор кафедри фінансів, Державний торговельно-економічний університет (Україна)
НАЗАРОВА Каріна Олександрівна, д. е. н., професор, завідувач кафедри фінансового аналізу та аудиту, Державний торговельно-економічний університет (Україна)
ПАВЛІК Анджей, д. е. н., професор, начальник відділу підприємництва та інновацій, Університет ім. Яна Кохановського (Польща)
ПАВЛОВА Валентина Андріївна, д. е. н., професор, професор кафедри міжнародної торгівлі і підприємництва, Університет імені Альфреда Нобеля (Україна)
ПЄТУХОВА Ольга Михайлівна, д. е. н., професор, завідувач кафедри маркетингу, Національний університет харчових технологій (Україна)
ТКАЧЕНКО Тетяна Іванівна, д. е. н., професор, завідувач кафедри туризму та рекреації, Державний торговельно-економічний університет (Україна)
ТРУНІНА Ірина Михайлівна, д. е. н., професор, завідувач кафедри бізнес-адміністрування, маркетингу та туризму, Кременчуцький національний університет імені Михайла Остроградського (Україна)
ФЕДУН Ігор Леонідович, д. е. н., професор, професор кафедри фінансово-економічної безпеки, заступник директора з наукової і навчальної діяльності, Навчально-науковий гуманітарний інститут Національної академії СБУ (Україна)
ФОМІНА Олена Володимирівна, д. е. н., професор, завідувач кафедри обліку та оподаткування, Державний торговельно-економічний університет (Україна)
ЧУГУНОВ Ігор Якович, д. е. н., професор, завідувач кафедри фінансів, Державний торговельно-економічний університет (Україна)
ШНИРКОВ Олександр Іванович, д. е. н., професор, завідувач кафедри світового господарства і міжнародних економічних відносин, Київський національний університет імені Тараса Шевченка (Україна)
ЯСТРЕМСЬКА Олена Миколаївна, д. е. н., професор, завідувач кафедри менеджменту, логістики та інновацій, Харківський національний економічний університет імені Семена Кузнеця (Україна)

Журнал представлено:
- Національній бібліотеці України ім. В. І. Вернадського[2].
- Бібліометриці української науки [5].
- Інституті проблем реєстрації інформації НАН України (Київ): загальнодержавній реферативній базі даних «Україніка наукова»[6] та Українському реферативному журналі «Джерело»[7].

Журнал зареєстровано у:
- Міжнародних наукометричних базах: Index Copernicus (IC)[8]; Universal Impact Factor [9].
- Пошуковій системі Google Scholar[10], OCLC [11], DRJI [12], Pol Index [13], JOUR Index [14], німецьких базах [15][16][17][18][19].